# Léon Morin, prêtre
Léon Morin, prêtre és una pel·lícula franco-italiana de 1961 dirigida per Jean-Pierre Melville i protagonitzada per Jean-Paul Belmondo i Emmanuelle Riva. Belmondo fou nominat per un BAFTA al millor actor estranger. Està basada en la novel·la homònima de Béatrix Beck, guanyadora del Premi Goncourt el 1952.

## Sinopsi
En una petita ciutat dels Alps francesos durant l'ocupació alemanya de la Segona Guerra Mundial, Barny (Emmanuelle Riva) una jove vídua sexualment frustrada, viu amb la seva petita filla France (Patricia Gozzi). Ella és també una militant comunista, i un dia entra en una església, tria a l'atzar a un sacerdot i comença a criticar la religió. Però el sacerdot és un jove intel·ligent, Léon Morin (Jean-Paul Belmondo), i no reacciona com ella esperava. Això la desconcerta, començant a visitar-lo, impressionada per la força de la seva moral.

## Repartiment
- Jean-Paul Belmondo - Léon Morin
- Emmanuelle Riva - Barny
- Irène Tunc - Christine Sangredin
- Nicole Mirel - Sabine Levy
- Gisèle Grimm - Lucienne
- Marco Behar - Edelman
- Monique Bertho - Marion

## Recepció crítica
Roger Ebert va afegir la pel·lícula a la seva llista de Grans Pel·lícules de 2009. Jean-Paul Belmondo fou nominat al premi BAFTA al millor actor estranger pel seu treball.